# اهل الخليوة أولاد بوية (اجبيل)
اهل الخليوة أولاد بوية هو دُوَّار يقع بجماعة اجبيل، إقليم قلعة السراغنة، جهة مراكش آسفي في المملكة المغربية. ينتمي الدوّار لمشيخة اجبيل التي تضم 25 دوار. يقدر عدد سكانه بـ 711 نسمة حسب الإحصاء الرسمي للسكان والسكنى لسنة 2004.

## روابط خارجية
- البوابة الوطنية للجماعات الترابية
- المندوبية السامية للتخطيط